# 인공 뉴런
인공 뉴런(artificial neuron, 인공 신경)은 신경해부학적 사실을 토대로 하여 고안된 간단한 연산기능만을 갖는 처리기이다.

## 구조
인간의 사고와 인지에 관심이 있던 인지과학자와 새로운 계산모형에 관심을 갖고 있던 학자들은 신경해부학적 사실을 토대로 하여 간단한 연산기능만을 갖는 처리기(인공 뉴런)를 고안하였다. 그리고 이러한 처리기들을 가중치(weight)를 갖는 채널(데이터 통로)로 연결한 망(network) 형태의 계산모형을 제안하였다. 이렇게 제안된 모델을 인공신경망(artificial neural network)이라 한다.
인공신경망 기본구성요소인 인공뉴런은 그림과 같은 구조를 갖는 처리기이다. 우리가 보통 사용하는 컴퓨터는 한 개 또는 몇 개의 복잡한 기능을 가지고 있는 프로세스가 모든 연산 및 제어를 하고 있는 것과는 달리 인공신경망에서는 단순한 연산기능을 가지고 있는 수많은 인공뉴런이 서로 연결되어 정보를 저장하고 처리한다는 것이 기본 개념이라 할 수 있다.

## 기능
인공신경망을 구성하는 프로세서인 인공 뉴런의 기능은 다음과 같다. 단순히 입력된 신호 x=[x1, x2, … , xn]을 연결가중치 w=[w1, w2, … , wn]과 곱한 값을 모두 더한 다음, 그 결과에 비선형 함수 f를 취하는 것이다. 이때 동일한 입력 x를 가했을 때의 출력은 w에 따라 다른 값이 된다. 따라서 정보는 바로 연결 가중치 벡터 w에 저장된다고 볼 수 있다. 출력 y의 값은 다음과 같은 식에 의해 계산된다.
{\displaystyle y=f\left(\sum _{i=1}^{n}x_{n}\cdot w_{n}-\theta \cdot w_{0}\right)}
이때 f는 비선형 특성을 갖는 함수로서, 이를 활성함수(activation function) 또는 전달함수(transfer function)라 한다. 여기에서 θ는 뉴런 자체의 임계값(threshold) 또는 바이어스(bias)로서 Σ(xi·wi)의 값이 임계치보다 작을 때는 뉴런이 활성화되지 않도록 하는 역할을 한다.

## 같이 보기
- 연결주의